# Antologion
Antologion – księga ze zbiorem ważniejszych tekstów wybranych z różnych ksiąg liturgicznych. W kościołach obrządku bizantyjskiego złączonych unią z kościołem rzymskokatolickim służy ona jako brewiarz.